# Majdany (Dąbrowice)
Majdany – część miasta Dąbrowice w Polsce, położona w województwie łódzkim, w powiecie kutnowskim, w gminie Dąbrowice.
W latach 1975–1998 Majdany administracyjnie należały do województwa płockiego.